# Michael Kidd
Michael Kidd, eigentlich Milton Greenwald, (* 12. August 1915 in Brooklyn, New York City, New York; † 23. Dezember 2007 in Los Angeles, Kalifornien) war ein US-amerikanischer Choreograf, Tänzer, Schauspieler und Regisseur. 

## Leben
Michael Kidd wurde in Brooklyn als Sohn des jüdischen Immigranten Abraham Greenwald geboren. Er hat 1997 für sein Lebenswerk den Ehrenoscar bekommen und jeweils den Tony Award für Finian’s Rainbow (1947), Guys and Dolls (1951), Can-Can (1954), Li’l Abner (1957) und Destry Rides Again (1960). Seine wichtigste Rolle als Schauspieler und Tänzer hatte er 1955 im Musical Vorwiegend heiter an der Seite von Gene Kelly. 1958 gab er mit König der Spaßmacher seine Regiedebüt, 1976 inszenierte er noch eine Folge der Serie Laverne & Shirley.